# NexBTL
NexBTL är en förnyelsebar (dvs. icke-fossil) förbränningsolja som i första hand är avsedd för helt vanliga, ej modifierade dieselfordon.
Produkten är skapad av finländska Neste Oil, med utgångspunkt från slaktavfall och palmolja, och tillverkas i Borgå, Finland, i Rotterdam, Holland och i Singapore, Sydostasien. Enligt Neste är produktionen idag ca 3 miljoner kubikmeter NexBTL per år. 
I princip tillåter tillverkningsprocessen att vilka växt- eller djurfetter som helst används. Processen är en kombination av hydrogenering och hydrokrackning, som görs på fetterna med hjälp av vätgas och katalysator. Den här teknologin har ett generellt namn, HVO. HVO = Hydrogenated Vegetable Oils. NexBTL är ett varumärke från ett företag, Neste Oil. Fett är triglycerider, estrar mellan fettsyror och glycerol. Fett innehåller grundämnet syre, förutom kol och väte. När fett har processats så som beskrivits, har paraffinoljor bildats ur fetterna. Medan fetterna bestod av molekyler med 50 till 80 kolatomer, har molekylerna i de bildade paraffinoljorna 10 till ca 25 kolatomer. Glycerolen ombildas till propangas, C3H8. Syreatomerna bildar vatten. Processen förbrukar vätgas. När stora molekyler slås sönder till flera små molekyler, har krackning skett. 
Kritik har riktats i både svenska och finska medier mot att Neste Oil även använder palmolja, som enligt uppgift sägs bidra till skövling av regnskog i sydostasien. Företaget har tillbakavisat kritiken och menar att man i inköpsprocessen säkerställer att palmoljan kommer från ekologiska plantager. 
Neste Oil själva hävdar att vid anläggningen i Borgå används ingen palmolja alls. Där används fett från slakteriavfall och fett avfall från tillverkning av vegetabiliska oljor ur fettrika frön, t.ex. rapsfrö, solrosfrö, m.m.
NexBTL kan blandas med vanlig råoljebaserad dieselolja och användas till befintliga dieselmotorer oavsett ålder eller ombyggnation. Tillverkaren menar att genom att tanka NexBTL fås en bättre förbränningsprocess genom ett högre cetantal än vanlig dieselolja. Högre cetantal medför att fordonet accelererar bättre, kallstarter underlättas och det karaktäristiska diesel-knattret från motorn blir lägre. Bränsleförbrukningen blir densamma utom i tunga fordon där den blir lägre.